# Нарзуллаев, Нурулло
Нурулло Нарзуллаевич Нарзуллаев  (1 марта 1938 — 1 мая 2022) — политический и общественный деятель Узбекистана, кандидат сельскохозяйственных наук,

## Биография
Родился в 1938 году в селе Кальа Ромитанского района Бухарской области Узбекской ССР.
Выпускник Академии общественных наук при ЦК КПСС.
В 1970—1986 гг. — секретарь Бухарского обкома КП Узбекистана, заместитель председателя Бухарского облисполкома, заместитель министра сельского хозяйства Узбекской ССР, председатель Бухарского облисполкома.
Депутат Верховного Совета Узбекской ССР 11-го созыва. Делегат XXVII съезда КПСС.
Скончался 1 мая 2022 года после долгой затяжной болезни.

## Награды
Награждён орденами Трудового Красного Знамени (14.02.1975), Дружбы народов (06.03.1980), «Знак Почёта» (25.08.1971), Золотой медалью ВДНХ, медалью Дружбы Монголии, орденом Трудовой славы 2-й степени (Узбекистан).